# Principios de economía política y tributación
Principios de economía política y tributación es un libro de David Ricardo sobre la economía. Fue publicado por primera vez el 19 de abril de 1817 bajo el título On the Principles of Political Economy and Taxation. El libro concluye que el alquiler de la tierra crece a medida que la población aumenta. También se presenta la teoría de la ventaja comparativa, teoría en la que el libre comercio entre dos o más países pueden ser mutuamente beneficioso, incluso cuando un país tiene una ventaja absoluta sobre los otros países en todas las áreas de producción.
Ricardo sostiene en el prefacio que Turgot, Stuart, Adam Smith, Jean-Baptiste Say, Sismondi, y otros no habían escrito suficiente «información satisfactoria» sobre los temas de la renta, las ganancias y los salarios. Principios de economía política es el intento de Ricardo de llenar ese vacío en la literatura. Independientemente de si el libro logra ese objetivo, el libro situó a Ricardo, de acuerdo con Ronald Max Hartwell, entre los grandes economistas clásicos Adam Smith, Thomas Robert Malthus, John Stuart Mill y Karl Marx.
En su libro Adam's Fallacy: A Guide to Economic Theology, el economista Duncan K. Foley destaca que en los Principios, Ricardo critica el tratamiento de la teoría de la riqueza y su distribución de Adam Smith acusándolo de razonamiento circular, en particular en lo que concierne a la renta, y que Ricardo considera que la teoría del valor-trabajo, bien entendida, proporciona una sólida base más lógica para el entendimiento de la política económica.
Foley también describe el capítulo On Machinery (Sobre la maquinaria), que Ricardo incluyó en su tercera y última versión (1821) de Principios. Aquí Ricardo analizó el impacto de la adopción de la maquinaria por las diferentes clases sociales, revisando su anterior punto de vista de que la mecanización podría ser beneficiosa para cada una de las clases sociales. El aumento de la productividad debido a la mecanización reduce los costes de producción y por lo tanto también los precios reales de los productos básicos. Mientras que la clase de terratenientes y capitalistas se benefician de los bajos precios, los trabajadores en cambio no disfrutan de dichos beneficios si los capitalistas reducen el importe destinado a salarios para financiar la costosa maquinaria, causando desempleo tecnológico entre los trabajadores. En este caso, Ricardo señala que los salarios se ven reducidos por la competencia entre los trabajadores, y la introducción de nuevas máquinas puede conducir a una disminución en el bienestar de la clase obrera.